# Ratcha
Pour les articles homonymes, voir Racha.
Ratcha, parfois Racha, (en géorgien : რაჭა, Ratcha phonétiquement) est une province historique de la Géorgie. Elle est située dans la haute vallée de la rivière Rioni - partie montagneuse de l'ouest - en bordure du Grand Caucase. Elle était délimitée par les provinces historiques géorgiennes de Svanétie et Letchkhoumie au nord-ouest et d'Iméréthie au sud, par l'Ossétie du Nord au nord et par la région géorgienne de Samachablo à l'est (devenue la république séparatiste d'Ossétie du Sud).
Elle appartient aujourd'hui, au sein de l'administration territoriale géorgienne, à la région de Ratcha-Letchkhoumie et Basse Svanétie, avec les villes d'Oni et Ambrolaouri.

## Histoire

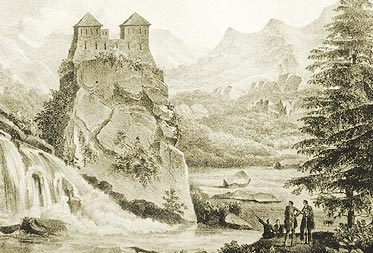
Une ancienne forteresse au XIXe siècle en Ratcha.

Le Ratcha est une partie de la Colchide et du Royaume d'Ibérie depuis longtemps, et sa capitale Oni est dite avoir été fondée par le roi Parnadjom Ier au IIe siècle av. J.-C.
Lors de la création du royaume unifié de Géorgie au XIe siècle, le Ratcha en devint l'un des duchés (saeristavo). Rati, de la famille Baghvashi, est le premier duc (eristavi) nommé par le roi Bagrat III. Les descendants de Rati et de son fils Kakhaber, ancêtre éponyme de la famille dynastique Kakhaberisdze, gouvernent la province jusqu'en 1278.
En 1278, le roi David VI Narin abolit le duché au cours de sa guerre contre les Mongols. Au milieu du XIVe siècle, le duché sera rétabli, sous le gouvernement de la famille Charelidze.
Après eux, c'est la famille Chkhetidze qui gouverne le Ratcha de 1465 à 1769. Vassaux turbulents du roi d'Iméréthie, ils se révoltent plusieurs fois. En 1678-1679 la guerre civile qui en résulta eut de graves conséquences : le duc Chochita II de Ratcha (1661-1684) soutenait le prince Artchil, adversaire du roi Bagrat V d'Iméréthie, favorable aux ottomans. Après la défaite d'Artchil, le Ratcha fut saccagé par une colonne ottomane punitive.
Sous Rostom (1749-1769), le duché devient virtuellement indépendant de l'Iméréthie. Cependant, à la fin de 1769, le roi Salomon Ier d'Iméréthie parvient à arrêter Rostom et abolit le duché.
En 1784, le roi David II d'Iméréthie remet en vigueur la charge et la donne à son neveu Anton. Des opposants locaux tentèrent de s'appuyer sur les ottomans mais la victoire du roi David à Skhava (26 janvier 1786) assura sa domination sur le secteur pour un temps. En 1789, son successeur Salomon II abolit le duché de façon définitive et le transforme en province directement rattachée à l'administration royale.

## Personnalités notables
Prokofy Dzhaparidze (en) (Alesha) - révolutionnaire communiste, l'un des 26 commissaires de Bakou, est né en 1880 dans le Ratcha.

## Sources
- (en) Cet article est partiellement ou en totalité issu de l’article de Wikipédia en anglais intitulé « Racha » (voir la liste des auteurs).